# Rivermead Island
Rivermead Island ist eine flache, mit Gras bewachsene Insel in der Themse oberhalb vom Molesey Lock bei Sunbury-on-Thames, Surrey, England. Die Insel gehört größtenteils zum Verwaltungsbezirk von Spelthorne und ein kleiner Teil zum Elmbridge Borough Council.

## Geographie
Auf der Insel befindet sich eine mit Bäumen bestandene Wiese, und an den Rändern ist sie stark verbuscht. Das Gelände ist Allgemeingut und als Teil des Metropolitan Green Belt frei zugänglich. Von einer lichten Uferstelle gegenüber dem Themsepfad aus kann man das Sunbury Lock sehen. Die Insel ist mit dem Festland über eine Fußgängerbrücke verbunden, und während Trockenperioden ist sie mit Allradfahrzeugen durch eine Furt erreichbar. Die heutige Rivermead Island bestand ursprünglich aus zwei Inseln. Die kleinere Insel am flussabwärts gelegenen Ende hieß Swan’s Rest und ist seit dem Ende des 20. Jahrhunderts dauerhaft verbunden. Dieser Teil gehört zu Elmbridge, da dessen Fischereirechte einmal dorthin übertragen worden waren.
Mit einer Höhe von nur 9 Metern über dem Meeresspiegel im Gegensatz zu den 10 m (ASL) für die meisten Straßen in Sunbury ist die Insel häufig überflutet.